# Папа Лав V
Папа Лав V (умро фебруара 904. године) је био 118. папа од јула 903. године до своје смрти.

## Биографија
Рођен је у месту Приапи, недалеко од Ардеа. На папској столици наследио је папу Бенедикта IV (900-903). У том тренутку није био кардинал Рима. Лав је био папа на почетку "мрачног доба папства" (Saeculum obscurum). Током свог кратког понтификата, Лав је Болоњу посебном папском булом ослободио плаћања пореза. Након нешто више од два месеца службе утамничен је од стране антипапе Кристофора, бившег кардинала-свештеника Сан Лоренца у Дамасу. Вероватно је убијен на почетку понтификата папе Сергија III. 